# Channel Islands Beach
Channel Islands Beach es un lugar designado por el censo ubicado en el condado de Ventura en el estado estadounidense de California. En el año 2000 tenía una población de 3.142 habitantes y una densidad poblacional de 3,142 personas por km².

## Geografía
Channel Islands Beach se encuentra ubicado en las coordenadas 34°9′28″N 119°13′22″O / 34.15778, -119.22278. Según la Oficina del Censo, la ciudad tiene un área total de 1 km² (0,4 mi²), de la cual 1 km² (0,4 mi²) es tierra y 0 km² (0 mi²) 0.00% es agua.

## Demografía
Los ingresos medios por hogar en la localidad eran de $58,306, y los ingresos medios por familia eran $60,577. Los hombres tenían unos ingresos medios de $53,083 frente a los $39,946 para las mujeres. La renta per cápita para la localidad era de $34,088. Alrededor del 7.3% de la población estaban por debajo del umbral de pobreza.